# Brahim Darri
Brahim Darri (Amersfoort, 14 september 1994) is een Marokkaans-Nederlandse voetballer die doorgaans als middenvelder of aanvaller speelt. Hij tekende in januari 2025 transfervrij bij VVV-Venlo, nadat hij was vertrokken bij FC Dordrecht.

## Clubcarrière

### Vitesse
Darri begon in de jeugd bij CJVV en speelde daarna vier jaar in de jeugdopleiding van AFC Ajax. In 2007 stapte hij over naar de Vitesse/AGOVV Voetbal Academie en op 13 augustus 2011 maakte hij zijn debuut in het eerste elftal van Vitesse tijdens een met 4-0 gewonnen thuiswedstrijd tegen VVV-Venlo, als invaller voor Wilfried Bony. Op een leeftijd van 16 jaar en 333 dagen werd hij de jongste Eredivisie debutant ooit bij Vitesse. Op 18 december 2015 werd Mitchell van Bergen met 16 jaar en 113 dagen de nieuwe jongste debutant voor Vitesse.
Op 17 november 2011 tekende Darri een contract bij Vitesse tot 30 juni 2014. Op 18 december 2012 tekende hij een nieuw contract met een verlenging van twee seizoenen. Per 27 januari 2014 werd Darri voor een half seizoen verhuurd aan De Graafschap. Op 1 februari 2014 maakte hij zijn debuut in de thuiswedstrijd tegen Fortuna Sittard; zijn eerste doelpunt maakte hij 22 dagen later, uit tegen Achilles '29. Vanaf het seizoen 2014/15 maakte Darri weer deel uit van de selectie van Jong Vitesse. Tot veel wedstrijden kwam hij echter niet meer.

### Heracles Almelo
Op 29 januari 2015 stapte Darri over naar Heracles Almelo. Darri scoorde bij zijn debuut op 1 februari 2015 tegen AZ. In juni 2015 werd Darri voor het eerst geselecteerd voor Jong Oranje. Hij speelde 3 wedstrijden op het internationale toernooi in Toulon, waarin hij één keer wist te scoren (de 1-0 tegen de Verenigde Staten). Op 27 januari 2017 verlengde Darri zijn contract met 2 jaar bij Heracles Almelo, eerder werd hij nog in verband gebracht met FC Twente. In de zomer van 2018 werd Darri uit de selectie gezet omdat hij te veel bezig zou zijn met een transfer.

### N.E.C.
In augustus 2018 werd Darri door N.E.C. gepresenteerd als nieuwe vleugelspeler. Darri werd transfervrij overgenomen en tekende in Nijmegen voor twee seizoenen. Op 17 augustus maakte hij tijdens de eerste speelronde zijn debuut voor N.E.C. in de thuiswedstrijd tegen SC Cambuur. Op 21 september scoorde hij zijn eerste goal voor de club in de met 2-3 gewonnen uitwedstrijd tegen Helmond Sport. In januari 2019 werd hij samen met Anass Achahbar naar de beloften teruggezet nadat beiden trainer Jack de Gier uitgescholden hadden na een wissel in de rust tijdens een uitwedstrijd bij FC Eindhoven.

### FC Den Bosch
Op 28 januari 2019 werd Darri tot het einde van het seizoen 2018/19 verhuurd aan FC Den Bosch. Daar maakte hij op 1 februari zijn debuut in de met 2-1 verloren uitwedstrijd tegen RKC Waalwijk. Mede vanwege een blessure kwam hij maar tot drie wedstrijden. Terug in Nijmegen werd hij teruggezet naar de beloftenploeg, omdat er in de zomer foto's van Darri in een Vitesse-shirt verschenen op social media. Op 8 juli werd zijn nog een jaar doorlopend contract ontbonden.

### Turkije en Qatar
Op 12 juli 2019 verbond Darri zich aan de Turkse club Fatih Karagümrük die uitkomt in de TFF 1. Lig. Met zijn club promoveerde hij in 2020 via de play-offs naar de Süper Lig. Per 9 november 2020 werd het nog tot medio 2021 doorlopende contract van Darri ontbonden. Hij vervolgde zijn loopbaan in januari 2021 bij Büyükşehir Belediye Erzurumspor. Eind april 2021 werd zijn contract ontbonden. In juni 2021 verbond Darri zich aan Samsunspor. Die club had echter te veel buitenlandse spelers onder contract staan, reden waarom Darri eind augustus naar Denizlispor ging. In augustus 2022 ging hij naar Al-Mesaimeer, dat op het tweede  niveau in Qatar acteert. In januari 2023 keerde hij weer terug naar Fatih Karagümrük. Daar werd zijn contract in december 2023 ontbonden. Darri keerde vervolgens als clubloze voetballer terug naar Nederland.

### FC Dordrecht
In augustus 2024 keerde de transfervrije aanvaller na vijf jaar in het buitenland terug op de Nederlandse velden. Darri tekende bij FC Dordrecht een contract voor twee seizoenen, met een optie voor een extra seizoen. Na een half jaar zat zijn verblijf daar er weer op. Darri was bij tien competitiewedstrijden bankzitter, zonder ook maar een minuut in actie te komen. Begin januari 2025 werd zijn contract voortijdig ontbonden.

### VVV-Venlo
Enkele dagen later sloot Darri aan bij VVV-Venlo waar hij een verbintenis tekende tot het einde van het seizoen. Dat contract werd na afloop van het seizoen niet verlengd.

## Clubstatistieken
| 2011/12                            | Vitesse          | Eredivisie      | 1   | 0  | 0  | 0 | – | – | 1   | 0  |
| 2012/13                            | Vitesse          | Eredivisie      | 2   | 0  | 1  | 1 | – | – | 3   | 1  |
| 2013/14                            | Vitesse          | Eredivisie      | 0   | 0  | 1  | 0 | – | – | 1   | 0  |
| 2013/14                            | → De Graafschap  | Eerste divisie  | 13  | 1  | 0  | 0 | 1 | 0 | 14  | 1  |
| 2014/15                            | Heracles Almelo  | Eredivisie      | 15  | 2  | 0  | 0 | – | – | 15  | 2  |
| 2015/16                            | Heracles Almelo  | Eredivisie      | 30  | 1  | 2  | 0 | 4 | 1 | 36  | 2  |
| 2016/17                            | Heracles Almelo  | Eredivisie      | 29  | 2  | 3  | 1 | 1 | 0 | 33  | 3  |
| 2017/18                            | Heracles Almelo  | Eredivisie      | 17  | 1  | 2  | 0 | – | – | 19  | 1  |
| 2018/19                            | N.E.C.           | Eerste divisie  | 15  | 4  | 2  | 0 | – | – | 17  | 4  |
| 2018/19                            | → FC Den Bosch   | Eerste divisie  | 3   | 0  | 0  | 0 | – | – | 3   | 0  |
| 2019/20                            | Fatih Karagümrük | 1. Lig          | 30  | 4  | 0  | 0 | 3 | 0 | 33  | 4  |
| 2020/21                            | Fatih Karagümrük | Süper Lig       | 6   | 0  | 1  | 0 | – | – | 7   | 0  |
| 2020/21                            | Erzurumspor      | Süper Lig       | 4   | 0  | 1  | 0 | – | – | 5   | 0  |
| 2021/22                            | → Denizlispor    | 1. Lig          | 15  | 2  | 3  | 1 | – | – | 18  | 3  |
| 2022/23                            | Al-Mesaimeer     | Second Division | 5   | 1  | 0  | 0 | – | – | 5   | 1  |
| 2022/23                            | Fatih Karagümrük | Süper Lig       | 1   | 0  | 0  | 0 | – | – | 1   | 0  |
| 2023/24                            | Fatih Karagümrük | Süper Lig       | 4   | 0  | 1  | 0 | – | – | 5   | 0  |
| 2024/25                            | FC Dordrecht     | Eerste divisie  | 0   | 0  | 0  | 0 | – | – | 0   | 0  |
| 2024/25                            | VVV-Venlo        | Eerste divisie  | 10  | 0  | 0  | 0 | – | – | 10  | 0  |
| Carrièretotaal                     | Carrièretotaal   | Carrièretotaal  | 200 | 18 | 17 | 3 | 9 | 1 | 226 | 22 |
| Bijgewerkt tot en met 4 april 2025 |                  |                 |     |    |    |   |   |   |     |    |

## Interlandcarrière
Nederland onder 21
Op 29 mei 2015 debuteerde Darri voor Nederland –21 op het EK –21 2015 in een wedstrijd tegen Verenigde Staten –20 (3 – 1).
| Interlands van Brahim Darri    | Interlands van Brahim Darri    | Interlands van Brahim Darri    | Interlands van Brahim Darri    | Interlands van Brahim Darri    | Interlands van Brahim Darri    |
| №                              | Datum                          | Wedstrijd                      | Uitslag                        | Soort Wedstrijd                | Doelpunten                     |
| Als speler bij Heracles Almelo | Als speler bij Heracles Almelo | Als speler bij Heracles Almelo | Als speler bij Heracles Almelo | Als speler bij Heracles Almelo | Als speler bij Heracles Almelo |
| ------------------------------ | ------------------------------ | ------------------------------ | ------------------------------ | ------------------------------ | ------------------------------ |
| 1.                             | 29 mei 2015                    | Verenigde Staten – Nederland   | 3 – 1                          | EK –21 2015                    | 1                              |
| 2.                             | 31 mei 2015                    | Nederland – Qatar              | 5 – 1                          | EK –21 2015                    | 0                              |
| 3.                             | 4 juni 2015                    | Frankrijk – Nederland          | 4 – 0                          | EK –21 2015                    | 0                              |

Nederlands beloftenelftal
Op 12 oktober 2013 debuteerde Darri voor het Nederlands Beloftenelftal in een vriendschappelijke wedstrijd tegen Duitsland –20 (0 – 4).
| Interlands van Brahim Darri | Interlands van Brahim Darri | Interlands van Brahim Darri | Interlands van Brahim Darri | Interlands van Brahim Darri | Interlands van Brahim Darri |
| №                           | Datum                       | Wedstrijd                   | Uitslag                     | Soort Wedstrijd             | Doelpunten                  |
| Als speler bij SBV Vitesse  | Als speler bij SBV Vitesse  | Als speler bij SBV Vitesse  | Als speler bij SBV Vitesse  | Als speler bij SBV Vitesse  | Als speler bij SBV Vitesse  |
| --------------------------- | --------------------------- | --------------------------- | --------------------------- | --------------------------- | --------------------------- |
| 1.                          | 12 oktober 2013             | Nederland – Duitsland       | 0 – 4                       | Vriendschappelijk           | 0                           |
| 2.                          | 14 oktober 2013             | Turkije – Nederland         | 3 – 2                       | Vriendschappelijk           | 0                           |

Nederland onder 19
Op 9 oktober 2012 debuteerde Darri voor Nederland –19 in een kwalificatiewedstrijd tegen Malta –19 (5 – 0).
| Interlands van Brahim Darri | Interlands van Brahim Darri | Interlands van Brahim Darri | Interlands van Brahim Darri | Interlands van Brahim Darri | Interlands van Brahim Darri |
| №                           | Datum                       | Wedstrijd                   | Uitslag                     | Soort Wedstrijd             | Doelpunten                  |
| Als speler bij SBV Vitesse  | Als speler bij SBV Vitesse  | Als speler bij SBV Vitesse  | Als speler bij SBV Vitesse  | Als speler bij SBV Vitesse  | Als speler bij SBV Vitesse  |
| --------------------------- | --------------------------- | --------------------------- | --------------------------- | --------------------------- | --------------------------- |
| 1.                          | 9 oktober 2012              | Nederland – Malta           | 5 – 0                       | Kwalificatie EK –19 2013    | 0                           |
| 2.                          | 11 oktober 2012             | San Marino – Nederland      | 0 – 4                       | Kwalificatie EK –19 2013    | 0                           |
| 3.                          | 14 oktober 2012             | Nederland – Polen           | 3 – 1                       | Kwalificatie EK –19 2013    | 0                           |
| 4.                          | 6 februari 2013             | Nederland – Schotland       | 2 – 1                       | Vriendschappelijk           | 0                           |
| 5.                          | 5 juni 2013                 | Nederland – Noorwegen       | 2 – 1                       | Kwalificatie EK –19 2013    | 1                           |
| 6.                          | 7 juni 2013                 | Nederland – Cyprus          | 0 – 1                       | Kwalificatie EK –19 2013    | 0                           |
| 7.                          | 10 juni 2013                | Duitsland – Nederland       | 0 – 1                       | Kwalificatie EK –19 2013    | 0                           |
| 8.                          | 20 juli 2013                | Litouwen – Nederland        | 2 – 3                       | EK –19 2013                 | 0                           |
| 9.                          | 23 juli 2013                | Nederland – Portugal        | 1 – 4                       | EK –19 2013                 | 0                           |

Nederland onder 18
Op 11 november 2011 debuteerde Darri voor Nederland –18 in een vriendschappelijke wedstrijd tegen Roemenië –18 (1 – 0).
| Interlands van Brahim Darri | Interlands van Brahim Darri | Interlands van Brahim Darri | Interlands van Brahim Darri | Interlands van Brahim Darri | Interlands van Brahim Darri |
| №                           | Datum                       | Wedstrijd                   | Uitslag                     | Soort Wedstrijd             | Doelpunten                  |
| Als speler bij SBV Vitesse  | Als speler bij SBV Vitesse  | Als speler bij SBV Vitesse  | Als speler bij SBV Vitesse  | Als speler bij SBV Vitesse  | Als speler bij SBV Vitesse  |
| --------------------------- | --------------------------- | --------------------------- | --------------------------- | --------------------------- | --------------------------- |
| 1.                          | 11 november 2011            | Nederland – Roemenië        | 1 – 0                       | Vriendschappelijk           | 0                           |
| 2.                          | 29 februari 2012            | Duitsland – Nederland       | 1 – 1                       | Vriendschappelijk           | 0                           |

## Trivia
In mei 2018 kwam de track "Amsterdam Marrakech" uit van Ali B. Darri maakte hier ook deel van uit als rapper.